# Avranches
Avranches [aˈvʀɑ̃ʃ] ist eine französische Stadt mit 10.225 Einwohnern (Stand 1. Januar 2022) im Département Manche in der Region Normandie. Avranches ist Verwaltungssitz des Arrondissements Avranches. Mit Wirkung vom 1. Januar 2019 wurde das benachbarte Saint-Martin-des-Champs eingemeindet. Seither ist Avranches eine Commune nouvelle.

## Geografie
Avranches liegt im Avranchin (südlich der Cotentin-Halbinsel) an der Europastraße E401, die Caen mit der Bretagne verbindet. Von Avranches ist es möglich, den Mont-Saint-Michel zu sehen, auf dem St. Aubert, Bischof von Avranches im achten Jahrhundert die erste Kapelle errichten ließ. Bei Avranches mündet der Fluss Sée in die Mont-Saint-Michel-Bucht und somit in den Ärmelkanal.

## Gliederung
| Ortsteil                    | ehemaliger INSEE-Code | Fläche (km²) | Einwohnerzahl (2016) |
| --------------------------- | --------------------- | ------------ | -------------------- |
| Avranches (Verwaltungssitz) | 50025                 | 4,50         | 7719                 |
| Saint-Martin-des-Champs     | 50516                 | 6,49         | 2349                 |

## Geschichte

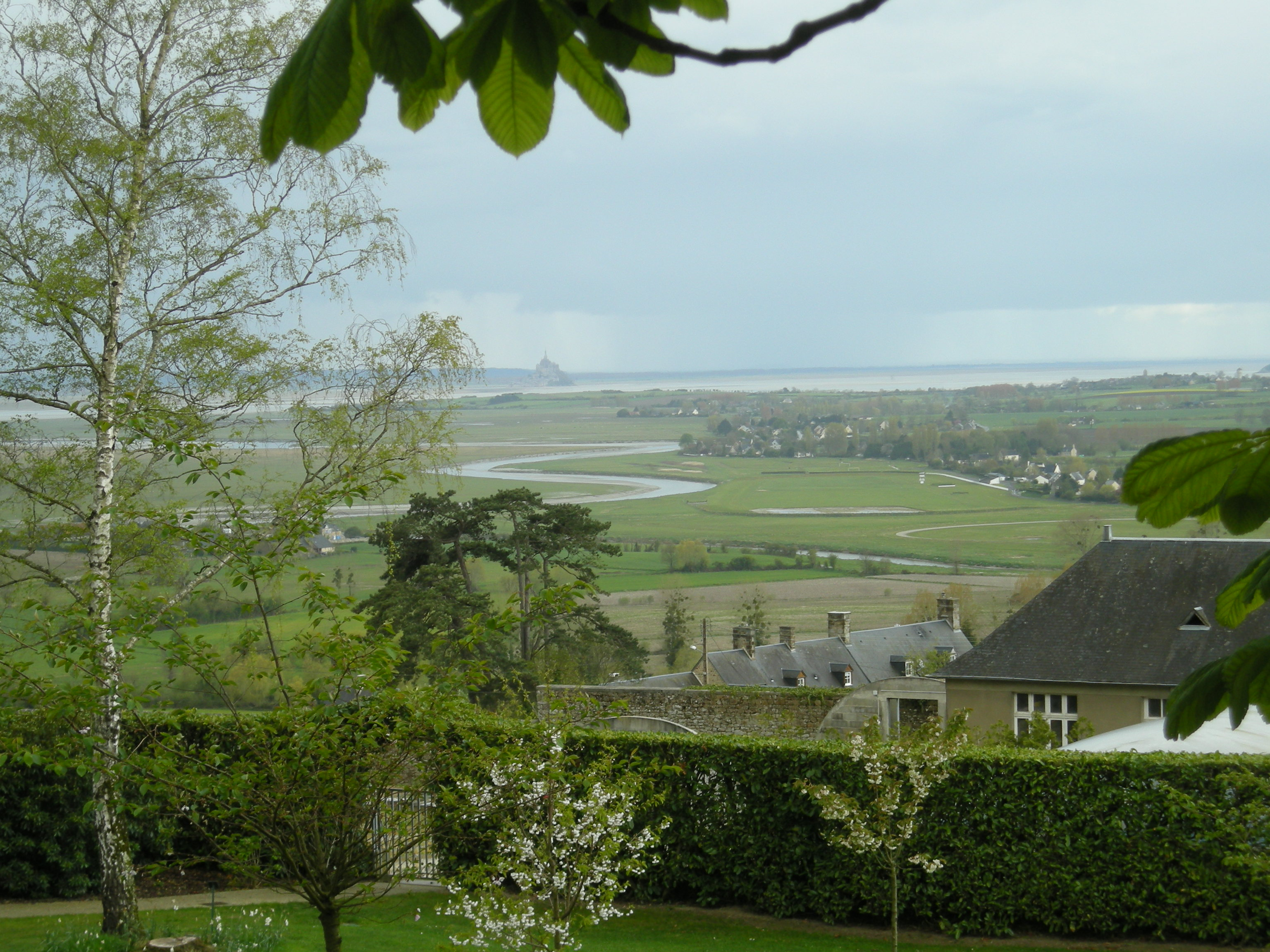
Blick vom Jardin des Plantes in Avranches über die Sée zum Mont-Saint-Michel

Im Altertum lebte im Gebiet von Avranches die gallische Völkerschaft (civitas) der Abrincatui, auf die der Name der Stadt zurückgeht. Im 5. Jahrhundert war Avranches die dritte Stadt der Lugdunensis II und hatte eine Garnison dalmatischer Auxiliartruppen. Es war vielleicht schon seit Ende des 4. Jahrhunderts Bischofssitz, sicher bezeugt ist dies aber erst für das Jahr 511. Ab Beginn des 6. Jahrhunderts gehörte es zum Fränkischen Reich.
Von Karl dem Großen angeblich zur Festung gegen die Einfälle der Normannen ausgebaut, konnten diese Avranches dennoch erstmals 866 erstürmen. Kurz darauf wurden sie von Salomon, Herrscher der Bretagne, vertrieben, nahmen die Stadt aber 890 erneut ein. Herzog Wilhelm I. Langschwert von der Normandie gliederte Avranches 936 seinem Reich ein. Bald darauf wurde es Sitz eigener Grafen bzw. Vizegrafen, von denen Hugues nach der normannischen Eroberung Englands (1066) die englische Grafschaft Chester erhielt. Unter diesem erhielt Avranches durch den berühmten Scholastiker Lanfrank 1040 eine wichtige Schule und hatte unter seinen Bischöfen mehrere Förderer gelehrter Studien aufzuweisen.
1141 fiel Avranches an Gottfried Plantagenet, Graf von Anjou. Seinem Nachfolger, dem englischen König Heinrich II., huldigte hier 1157 Herzog Conan IV. von der Bretagne. Am 21. Mai 1172 tat der mittlerweile exkommunizierte Heinrich II. hier Buße für den Mord an Thomas Becket und schloss hier den Kompromiss von Avranches mit der Kirche, wobei er Papst Alexander III. vor dessen Legaten die Treue schwor.
Während der Eroberung der Normandie durch Philipp II. August  bemächtigte sich Guido von Thouars, Herzog der Bretagne, 1203 im Auftrag des französischen Königs der Stadt und ließ ihre Mauern schleifen. König Ludwig IX. der Heilige erwarb die Vizegrafschaft Avranches im Jahr 1235 für 160 Livre tournois (geprägt in Tours). Er machte Avranches zur königlichen Stadt. Da er sich gern in Avranches aufhielt, ließ er ihre Stadtmauern wiedererrichten. Philipp V. vereinte Avranches 1317 mit der Grafschaft Mortain. Es fiel daher bald danach an Königin Johanna II. von Navarra und ihren Gatten Philipp von Évreux. Ihr Sohn, Karl II. der Böse, erbte Avranches, das nach Ausbruch des Hundertjährigen Krieges mehrmals von den Engländern, dann wieder von den Franzosen erobert wurde. Karl III. von Navarra, Sohn Karls des Bösen, trat 1404 die Stadt und seine übrigen Besitzungen in der Normandie für das Herzogtum Nemours an den französischen König Karl VI. ab.
Thomas of Lancaster, 1. Duke of Clarence, Bruder des englischen Königs Heinrich V., nahm Avranches 1418 ein, doch wurde es im nächsten Jahr von den Franzosen zurückerobert. 1421 besetzten es die Engländer neuerlich und behielten es bis 1450 in ihrem Besitz, als es endgültig an Frankreich fiel. 1464 schloss sich Avranches den in der Ligue du Bien public vereinten französischen Baronen an, die gegen König Ludwig XI. revoltierten, und befand sich nun in der Hand Jean II. de Bourbons. 1466 konnte sich Ludwig XI. der Stadt bemächtigen, die aber bereits im Folgejahr erneut, diesmal durch Charles de Valois, duc de Berry, erobert wurde und erst 1468 nach dem Vertrag von Ancenis an die Krone zurückfiel.
In den Hugenottenkriegen stand Avranches auf der Seite der Katholiken und widersetzte sich 1568 Montgomery energisch, der sich seiner nur durch Verrat bemächtigen konnte, woraufhin er die Stadt plündern ließ. Matignon konnte die Hugenotten vertreiben, doch kehrten diese bereits im nächsten Jahr zurück und richteten wieder große Verwüstungen an. Einige Jahre später schloss sich Avranches der Heiligen Liga an und unterwarf sich erst 1591 Heinrich IV. nach längerem Widerstand. 1639 brach hier der Aufstand der normannischen Bauern (der Barfüßer, französisch Nu-pieds) aus, die sich gegen die Salzsteuer auflehnten. Die Revolte wurde von Jean de Gassion niedergeschlagen und in der Folge sah sich Avranches der Plünderung freigegeben.
Während der Französischen Revolution wurde Avranches 1790 Distriktshauptstadt und fiel 1793 zweimal in die Hände der aufständischen Royalisten der Bretagne. Ferner wurde 1790 das Bistum Avranches säkularisiert; später kam sein Gebiet zum Bistum Coutances. Dieses änderte am 12. Juli 1854 seinen Namen auf Coutances (-Avranches).
Am 7. und 10. Juni 1944 (D-Day), zu Beginn der Landungsoperation der Alliierten in der Normandie (Operation Neptune), wurde Avranches, wie einige andere Städte der Region, heftig bombardiert. Es gab 116 Tote und 70 % der Bausubstanz wurden zerstört. Erst gut sieben Wochen später, am 31. Juli 1944, gelang General George S. Patton der Avranches-Durchbruch.

## Bevölkerungsentwicklung
| Avranches: Einwohnerzahlen von 1793 bis 2022 | Avranches: Einwohnerzahlen von 1793 bis 2022 | Avranches: Einwohnerzahlen von 1793 bis 2022 | Avranches: Einwohnerzahlen von 1793 bis 2022 | Avranches: Einwohnerzahlen von 1793 bis 2022 |
| -------------------------------------------- | -------------------------------------------- | -------------------------------------------- | -------------------------------------------- | -------------------------------------------- |
| Jahr                                         |                                              |                                              |                                              | Einwohner                                    |
| 1793                                         | 1793                                         |                                              | 5.880                                        | 5.880                                        |
| 1800                                         | 1800                                         |                                              | 5.413                                        | 5.413                                        |
| 1806                                         | 1806                                         |                                              | 6.144                                        | 6.144                                        |
| 1821                                         | 1821                                         |                                              | 6.431                                        | 6.431                                        |
| 1831                                         | 1831                                         |                                              | 7.268                                        | 7.268                                        |
| 1836                                         | 1836                                         |                                              | 7.690                                        | 7.690                                        |
| 1841                                         | 1841                                         |                                              | 8.256                                        | 8.256                                        |
| 1851                                         | 1851                                         |                                              | 8.932                                        | 8.932                                        |
| 1856                                         | 1856                                         |                                              | 8.702                                        | 8.702                                        |
| 1861                                         | 1861                                         |                                              | 8.592                                        | 8.592                                        |
| 1866                                         | 1866                                         |                                              | 8.642                                        | 8.642                                        |
| 1872                                         | 1872                                         |                                              | 8.137                                        | 8.137                                        |
| 1876                                         | 1876                                         |                                              | 8.157                                        | 8.157                                        |
| 1881                                         | 1881                                         |                                              | 8.057                                        | 8.057                                        |
| 1886                                         | 1886                                         |                                              | 8.000                                        | 8.000                                        |
| 1891                                         | 1891                                         |                                              | 7.785                                        | 7.785                                        |
| 1896                                         | 1896                                         |                                              | 7.845                                        | 7.845                                        |
| 1901                                         | 1901                                         |                                              | 7.384                                        | 7.384                                        |
| 1906                                         | 1906                                         |                                              | 7.660                                        | 7.660                                        |
| 1911                                         | 1911                                         |                                              | 7.174                                        | 7.174                                        |
| 1921                                         | 1921                                         |                                              | 6.597                                        | 6.597                                        |
| 1926                                         | 1926                                         |                                              | 6.803                                        | 6.803                                        |
| 1931                                         | 1931                                         |                                              | 6.881                                        | 6.881                                        |
| 1936                                         | 1936                                         |                                              | 7.130                                        | 7.130                                        |
| 1946                                         | 1946                                         |                                              | 7.554                                        | 7.554                                        |
| 1954                                         | 1954                                         |                                              | 8.004                                        | 8.004                                        |
| 1962                                         | 1962                                         |                                              | 8.854                                        | 8.854                                        |
| 1968                                         | 1968                                         |                                              | 9.775                                        | 9.775                                        |
| 1975                                         | 1975                                         |                                              | 10.136                                       | 10.136                                       |
| 1982                                         | 1982                                         |                                              | 9.468                                        | 9.468                                        |
| 1990                                         | 1990                                         |                                              | 8.638                                        | 8.638                                        |
| 1999                                         | 1999                                         |                                              | 8.500                                        | 8.500                                        |
| 2006                                         | 2006                                         |                                              | 8.239                                        | 8.239                                        |
| 2011                                         | 2011                                         |                                              | 7.950                                        | 7.950                                        |
| 2016                                         | 2016                                         |                                              | 10.068                                       | 10.068                                       |
| 2021                                         | 2021                                         |                                              | 10.240                                       | 10.240                                       |
| 2022                                         | 2022                                         |                                              | 10.225                                       | 10.225                                       |
|                                              |                                              |                                              |                                              |                                              |

## Kultur und Sehenswürdigkeiten

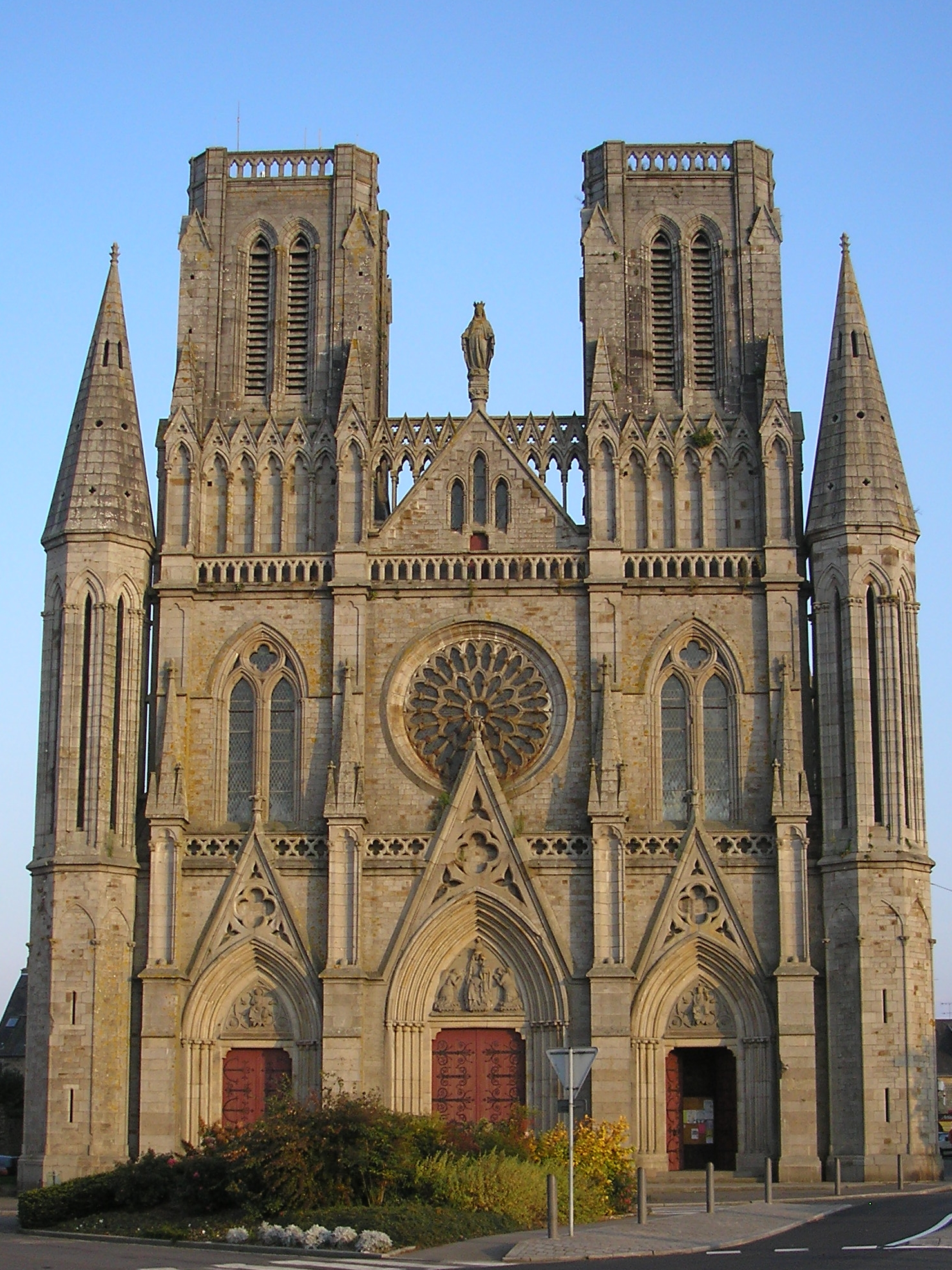
Fassade der Kirche Notre-Dame-des-Champs

### Bauwerke
Notre-Dame-des-Champs: Anfangs stand an der Stelle eine kleine Kirche, die der Jungfrau Maria gewidmet war. Im 19. Jahrhundert wurde sie, wegen des demographischen Wandels und des immer stärker praktizierten Glaubens nach der Revolution zu klein. An gleicher Stelle wurde die heutige errichtet. Der Grundstein wurde im Jahr 1863 gelegt. Im Jahr 1892 wurde sie vom Bischof von Coutances, Abel-Anastase Germain, geweiht. Im Zweiten Weltkrieg, in der Nacht vom 7. auf den 8. Juni 1944 geriet sie durch Bombardierung in Brand und das Gewölbe stürzte ein. Nach dem Wiederaufbau wurden dann ab 1962 wieder Gottesdienste gefeiert. Die Kirche ist keine Kathedrale, auch wenn dies der Baustil vermuten lässt.
Avranches war bis 1790 Bischofssitz. Bis zur Revolution gab es die Kathedrale Saint-André. Während der Revolution wurde sie zerstört und nicht wieder aufgebaut. Sie befand sich neben der heutigen Sous-Préfecture (siehe Bischöfe vom Avranches).
Basilika Saint-Gervais-et-Saint-Protais: Bau aus dem 19. Jahrhundert mit klassizistischem Kirchenschiff und Turmportal im Stil der Neorenaissance

### Städtisches Museum
Das Musée d’Art et d’Histoire d’Avranches zeigt Sammlungen zur Geschichte und Volkskunde der Stadt Avranches und ihrer Umgebung sowie eine Auswahl von Gemälden regionaler Künstler.

### Scriptorial
In der umgebauten Burg/Verteidigungsanlage an der Place d’Estouteville wurde ein modernes Museum errichtet. Dort werden Manuskripte und Frühdrucke aufbewahrt und zum Teil ausgestellt, die aus der Abtei Mont Saint Michel gemäß einem Dekret der Revolutionsverwaltung 1791 der Stadt Avranches übergeben wurden und mit weiteren Manuskripten, die bereits vorhanden waren und aus anderen umliegenden Kirchen während dieser Zeit hierher verbracht wurden, zu einer der bedeutendsten Manuskriptbibliotheken Frankreichs vereint wurden. In dem neu errichteten Museum werden die Herstellung der Schreibmaterialien und das Schreiben der Manuskripte sowie Wissenswertes zur Einbandkunst gezeigt, als Höhepunkt dann wechselnd geschätzte 20 bis 30 früh-/mittelalterliche Originalmanuskripte im klimatisierten Raum. In Zusammenarbeit mit der Universität Caen werden die Bücher wissenschaftlich ausgewertet und in einer virtuellen Bibliothek im Internet präsentiert. Zusammen mit der sich im Rathaus der Stadt befindlichen alten Stadtbibliothek, die ca. 13.500 alte Bücher und Drucke des 16. – 19. Jahrhunderts beinhaltet, gehört Avranches mit zu den bedeutendsten buchhistorischen Städten Europas.

### Parks

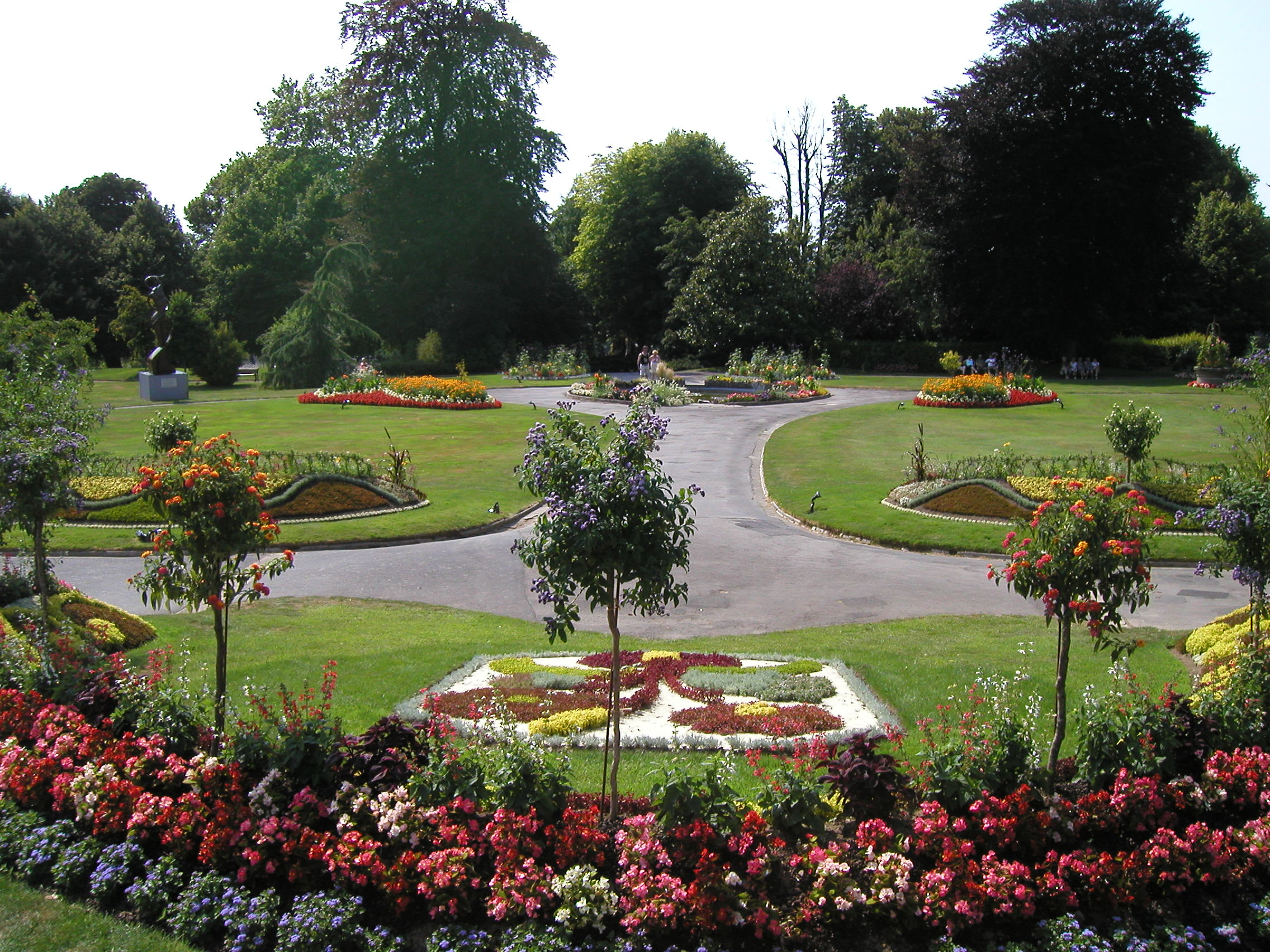
Jardin des Plantes

Gegenüber der Kirche Notre Dame des Champs befindet sich die Gartenanlage Jardin des Plantes, von deren Westseite man die Bucht des Mont-Saint-Michel überblicken kann.

## Schienenverkehr
Am Bahnhof Avranches (früher Bahnhof Avranches-Etat) an der Bahnstrecke Lison–Lamballe halten normalspurige Züge nach Lison und Lamballe.
Die meterspurige elektrische Straßenbahn wurde von 1907 bis 1914 betrieben. Sie war mit der Straßenbahn Granville-Avranches-Sourdeval und der Straßenbahn Avranches–Saint-James verbunden, die die gleiche Spurweite hatten und mit Dampflokomotiven betrieben wurden.

## Sport
Die Fußballer der US Avranches waren Anfang der 1990er Jahre und wieder seit 2014 in Frankreichs dritter Liga vertreten.

## Städtepartnerschaften
Avranches unterhält Städtepartnerschaften mit Saint-Gaudens (Frankreich), Saint Helier auf Jersey, Crediton in Großbritannien und seit 1963 mit Korbach in Hessen (Deutschland).

## Persönlichkeiten

### Söhne und Töchter der Stadt
- René Le Pays (1636–1690), Schriftsteller
- Jean-Marie Valhubert (1764–1805), Brigadegeneral
- René Waldeck-Rousseau (1809–1882), Anwalt und Bürgermeister von Nantes
- Paul Challemel-Lacour (1827–1896), Politiker und Autor
- Georges Scelle (1878–1961), Rechtswissenschaftler
- Hervé Poulain (* 1940), Unternehmer und Autorennfahrer
- Jean-Luc Ponty (* 1942), Fusionjazz-Violinist und -Komponist
- Jean-Luc Chéreau (* 1948), Unternehmer und Autorennfahrer
- Samuel Le Bihan (* 1965), Schauspieler
- Ghislaine Baron (1966–2019), Fußballspielerin und -trainerin
- Fredy Fautrel (* 1971), Fußballschiedsrichter
- Séverine Lecouflé (* 1975), Fußballspielerin

### Persönlichkeiten, die vor Ort gewirkt haben
- Aubert von Avranches († 725) war hier Bischof und gründete die Abtei Mont-Saint-Michel
- Pierre Daniel Huet (1630–1721), französischer Geistlicher und Gelehrter, Bischof von Soissons von 1685 bis 1689 und später auch von Avranches